# Conus sydneyensis
Conus sydneyensis é uma espécie de gastrópode do gênero Conus, pertencente a família Conidae.